# Ива сизая
И́ва си́зая (лат. Salix glauca) — вид цветковых растений из рода Ива (Salix) семейства Ивовые (Salicaceae).

## Ботаническое описание
Прямостоячий раскидистый кустарник высотой до 1.5 м, (в высоких широтах — простёртый). Ветви красноватые или тёмно-бурые, голые или волосистые; летние побеги серо-мохнатые.
Почки яйцевидные, жёлто-бурые, в начале густо-, позже, рассеянно-волосистые. Прилистники мало развитые, косые, яйцевидно-ланцетные. Листья обратнояйцевидно-ланцетные или продолговато-обратнояйцевидные, к обоим концам суженные или спереди округлённые в основании клиновидные, цельнокрайные, сверху густо-серо-волосистые, снизу сизоватые, длиной 3—6 см, шириной 1,2—2,8 см, на черешках длиной 2—7 мм.
Серёжки развиваются позднее листьев, длиной 2—4 см, мужские густоцветковые, женские в основании более рыхлые. Прицветные чешуи обратнояйцевидные или язычковидные, чаще тупые, реже заострённые, жёлто-бурые, в основании светлее. Тычинки в числе двух, свободные, реже у основания спаянные, длиной до 8 мм, волосистые, с тёмно-фиолетовыми, позже бурыми пыльниками и, часто, двумя нектарниками, из которых внутренний более широкий. Завязь продолговато-яйцевидная, тупая, бело-войлочная; столбик цельный, чаще до основания двухраздельный, длиной около 0,5—1 мм, красноватый; нектарник продолговатый, часто раздвоенный.
Плод — коробочка длиной до 7—10 мм. 
|                                                   |  |  |
| Слева направо: Листья. Мужские и женские серёжки. |  |  |

## Распространение и экология

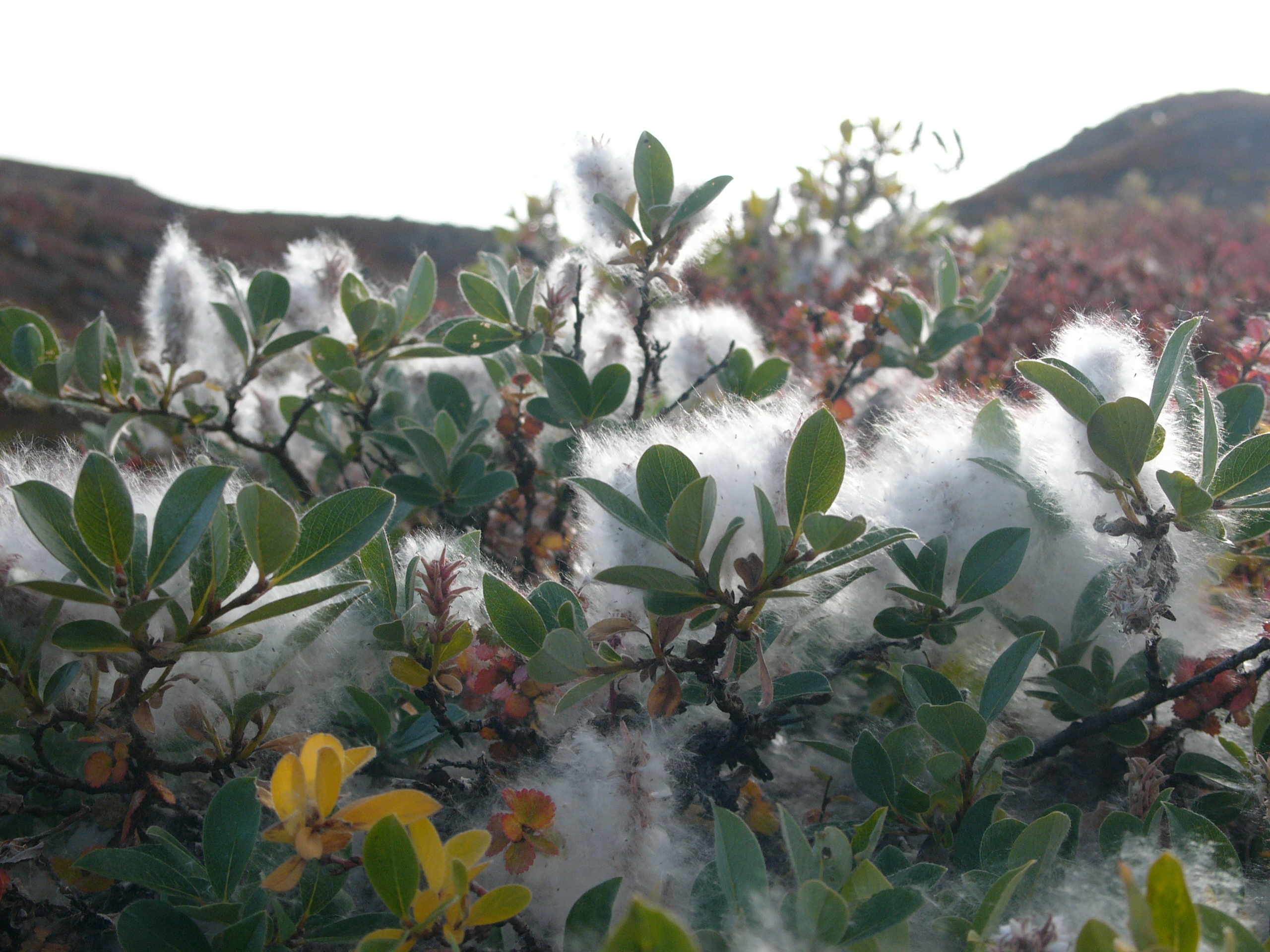
Ива сизая в тундре на востоке Гренландии.

В природе ареал вида охватывает Гренландию, Исландию, Скандинавию, северные и восточные районы европейской части России, Сибирь, Монголию, Приморье, Канаду и США (Аляска и штаты к востоку от скалистых гор).
Произрастает в арктической тундре, лесотундре и субальпийском поясе гор.

## Химический состав
Листья богаты протеином и белком, содержат относительно небольшое количество клетчатки и значительное количество сахаров. В золе больше всего содержится кальция и калия. Кора содержит 9,6—14,4 % таннидов.

## Значение и применение
Во многих районах Крайнего Севера является одним из основных кустарниковых кормов для северного оленя (Rangifer tarandus) в силу значительных запасов, высокой питательной ценности, хорошей поедаемости.
Имеет большое значение в осеннем и зимнем питании алтайских маралов (Cervus elaphus sibiricus). Также листья хорошо поедаются летоми зимой обыкновенным бобром (Castor fiber). Хорошее поедание европейским лосём (Alces alces) отмечено в Ленинградской области и Якутии.

## Таксономия
Вид Ива сизая входит в род Ива (Salix) семейства Ивовые (Salicaceae) порядка Мальпигиецветные (Malpighiales).
|  |                                      |  |                                                             |                                                             |                  |  | ещё 36 семейств (согласно Системе APG II) | ещё 36 семейств (согласно Системе APG II) |                    |  |  |  | ещё более 500 видов |
|  |                                      |  |                                                             |                                                             |                  |  | ещё 36 семейств (согласно Системе APG II) | ещё 36 семейств (согласно Системе APG II) |                    |  |  |  | ещё более 500 видов |
|  |                                      |  |                                                             | порядок Мальпигиецветные                                    |                  |  |                                           |                                           | род Ива            |  |  |  |                     |
|  |                                      |  |                                                             | порядок Мальпигиецветные                                    |                  |  |                                           |                                           | род Ива            |  |  |  |                     |
|  | отдел Цветковые, или Покрытосеменные |  |                                                             |                                                             | семейство Ивовые |  |                                           |                                           | вид Ива сизая      |  |  |  |                     |
|  | отдел Цветковые, или Покрытосеменные |  |                                                             |                                                             | семейство Ивовые |  |                                           |                                           |                    |  |  |  |                     |
|  |                                      |  | ещё 44 порядка цветковых растений (согласно Системе APG II) | ещё 44 порядка цветковых растений (согласно Системе APG II) |                  |  |                                           | ещё около 57 родов                        | ещё около 57 родов |  |  |  |                     |
|  |                                      |  |                                                             | ещё 44 порядка цветковых растений (согласно Системе APG II) |                  |  |                                           |                                           | ещё около 57 родов |  |  |  |                     |